# Zamek Chateaumorand
Zamek Chateaumorand (fr. Château de Châteaumorand) – wzniesiony w XV wieku. Od 1981 roku posiada status monument historique, w kategorii classé (zabytek o znaczeniu krajowym).

## Lokalizacja
Zamek zlokalizowany jest przy 5371 Château Morand w miejscowości Saint-Martin-d’Estréaux, w departamencie Loara, w regionie Owernia-Rodan-Alpy.

## Historia
Pierwszy zamek został wzniesiony około 1130 roku przez ród de Beaujeu. W 1190 właścicielem był wasal Burbonów Eustache de Châtelus. Około 1520 roku Jean de Lévis-Châteaumorand nakazał rozebranie średniowiecznej budowli i rozpoczął budowę renesansowego zamku. Budowę zakończył jego brat i spadkobierca, Antoine de Lévis, biskup Saint-Flour. Jego spadkobierczynią została siostrzenica, Gabrielle de Lévis-Charlus, wstąpiła w związek małżeński z Antoinem Le Long de Chenillac. Ich córka Diane de Châteaumorand (1558–1626) wyszła za mąż za Honoré d'Urfé. Po śmierci Diane posiadłość przejął jej siostrzeniec Jean-Claude de Lévis-Charlus. Przyjął herb i nazwisko de Châteaumorand. Od 1759 roku rozpoczął on przebudowę zamku. Kazał zburzyć część renesansowego zamku i zastąpić go dużą fasadą w stylu mansardowym. 
Córka Jean-Claude poślubiła Gastona de Lévis-Leran, spadkobiercę markiza Mirepoix i Maréchalat de la Foi. Przenieśli oni siedzibę rodu do Ariège, a zamek Chateaumorand zaczął podupadać. W 1877 roku posiadłość została kupiona przez pana Sigisberta Marideta i od tego czasu pozostaje własnością rodziny.

## Opis

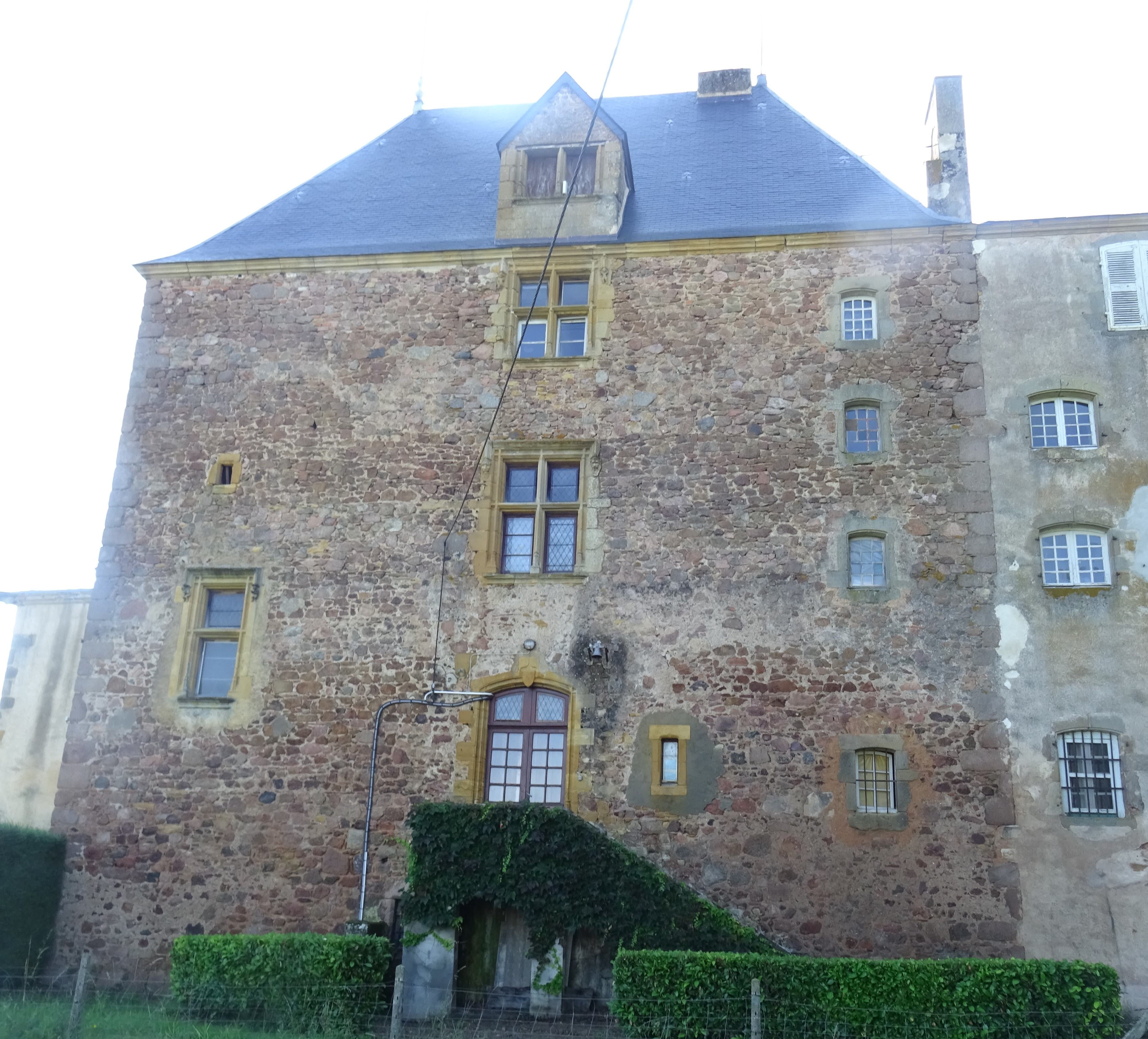
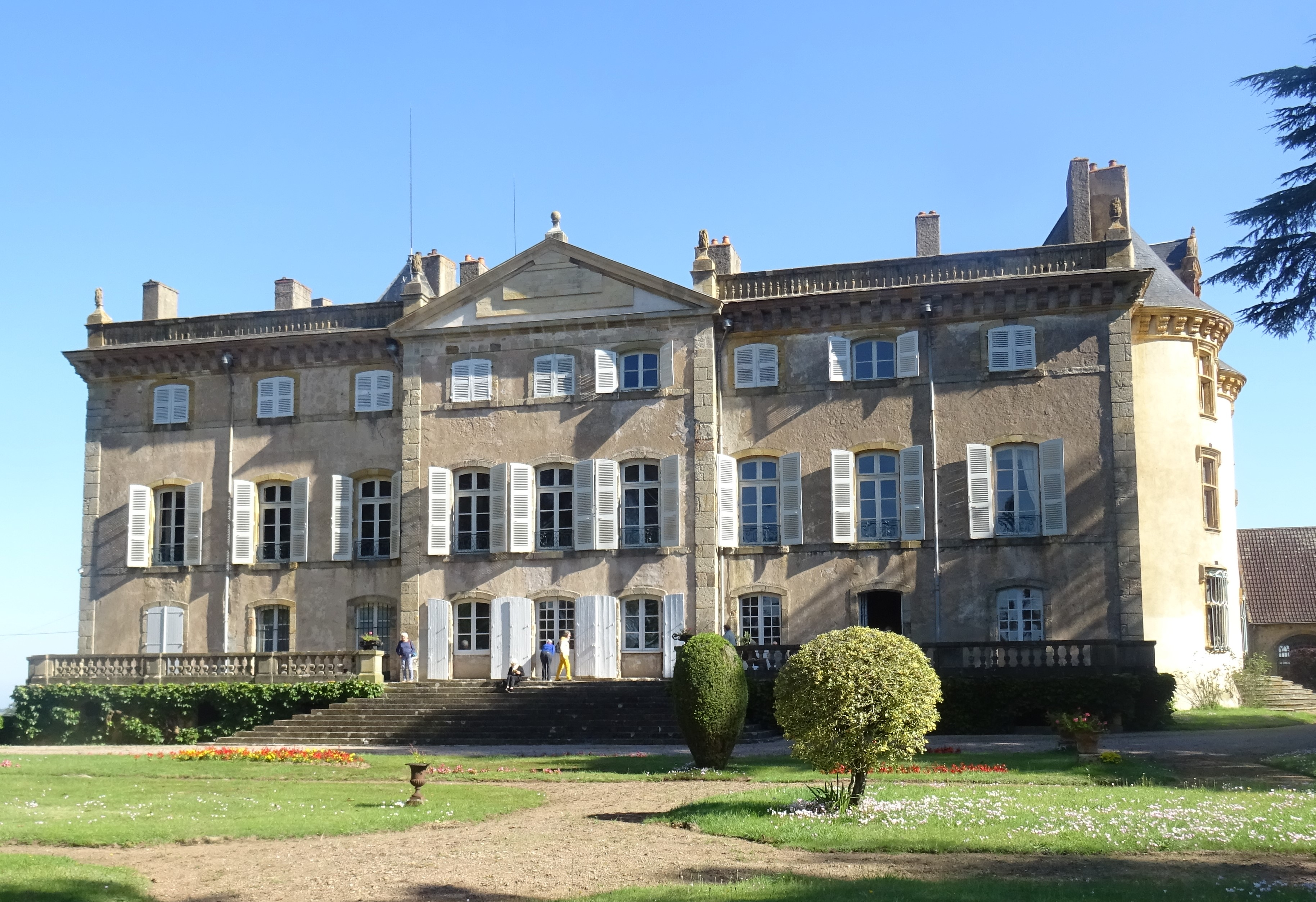
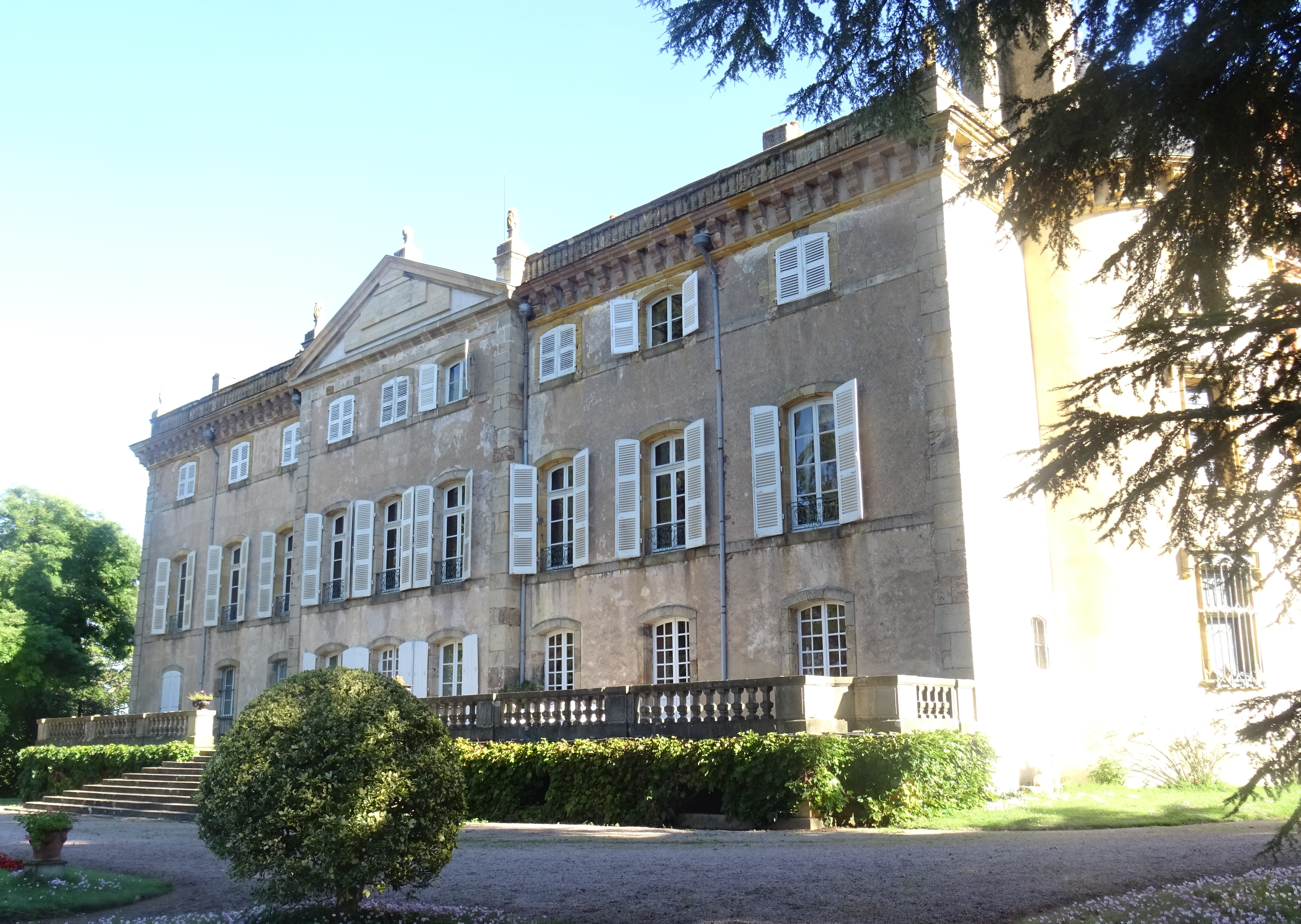
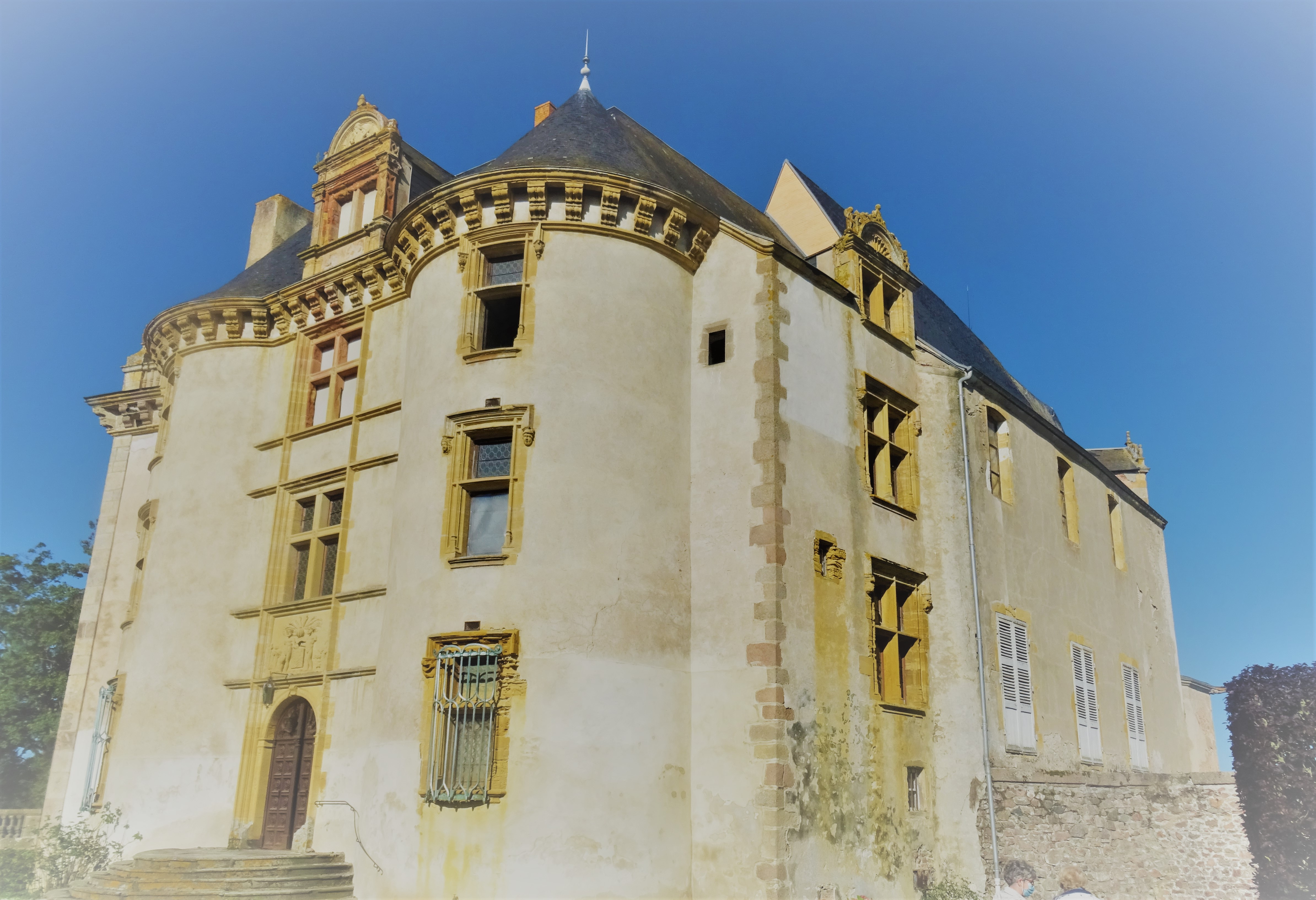
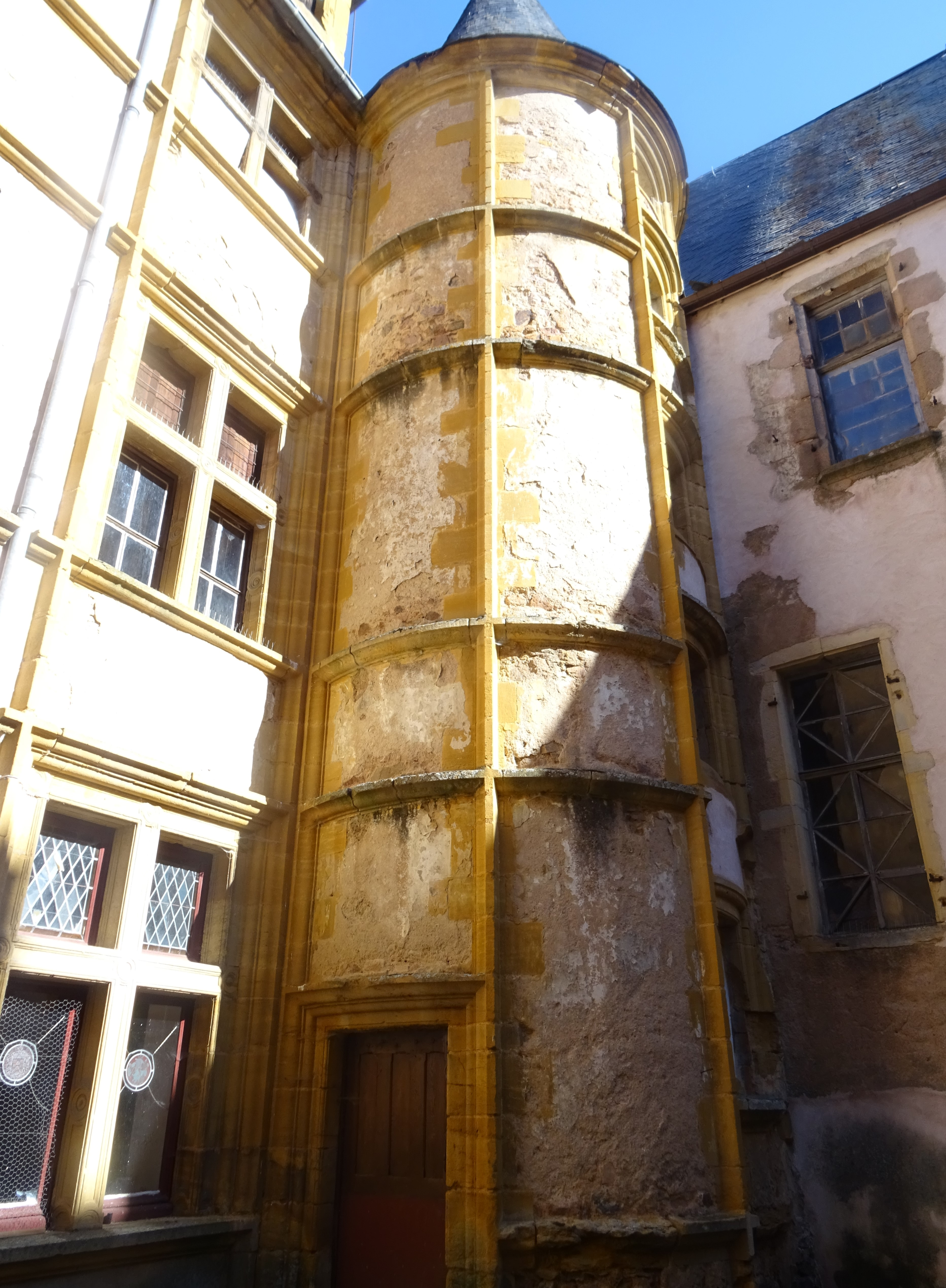
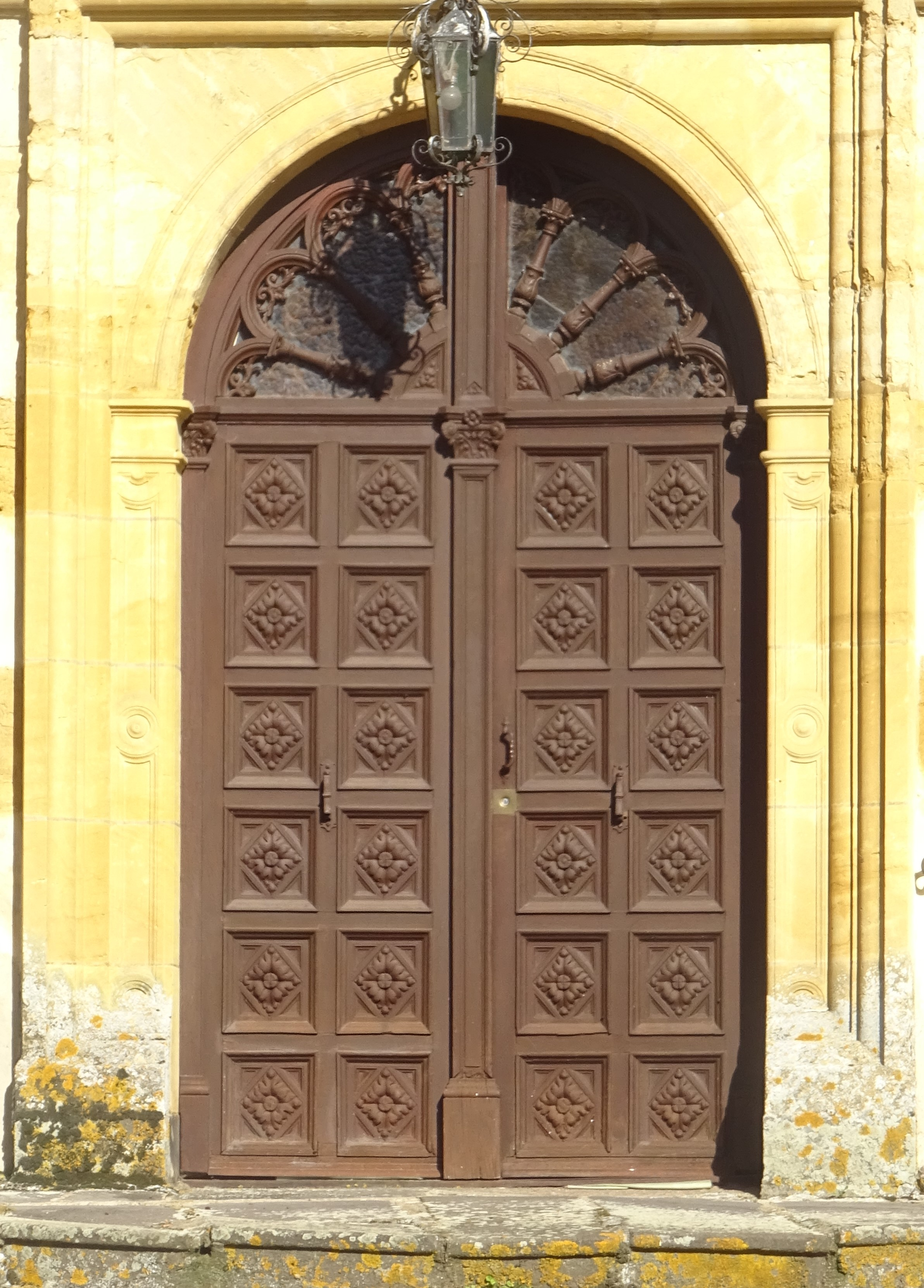
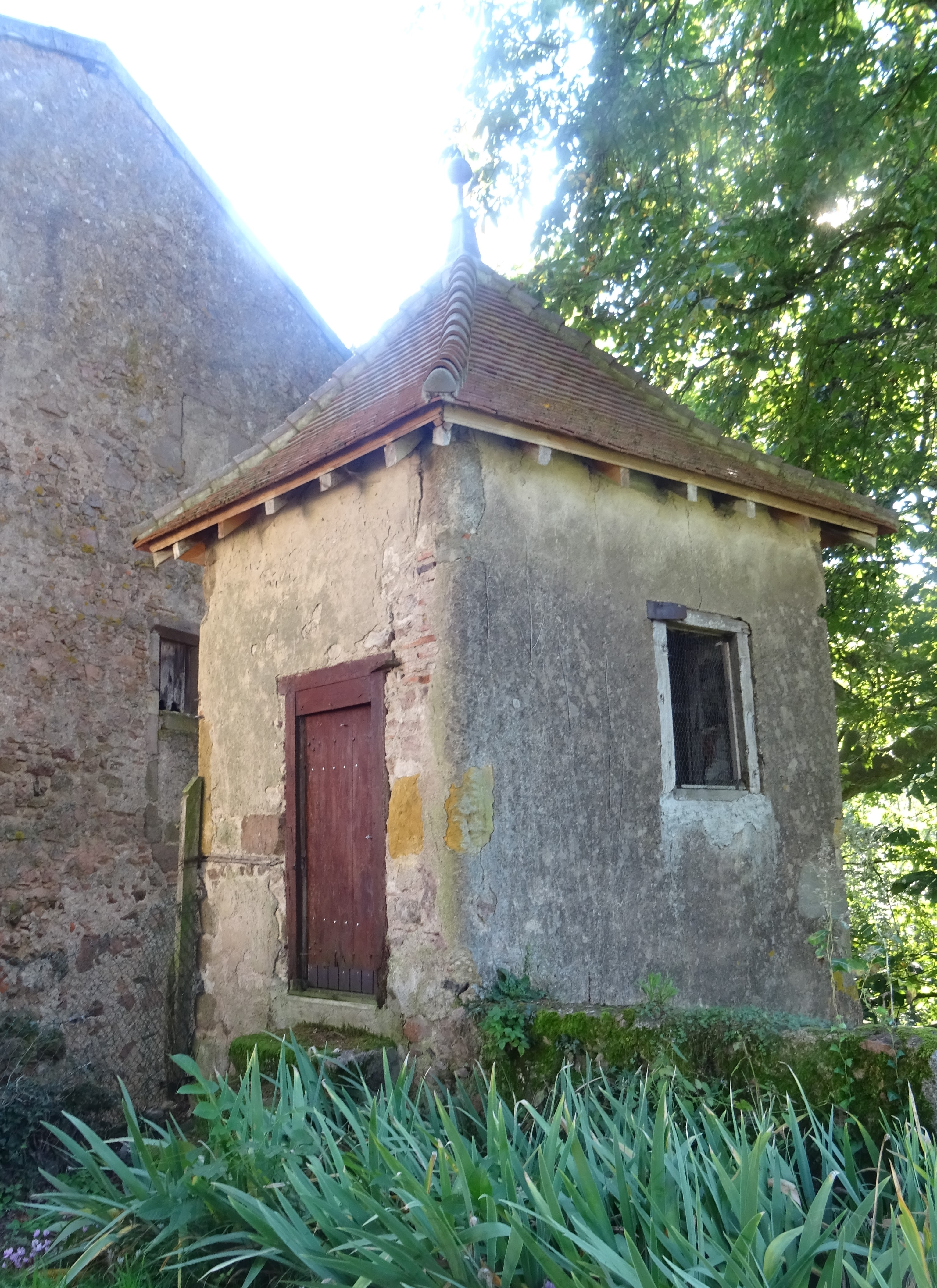
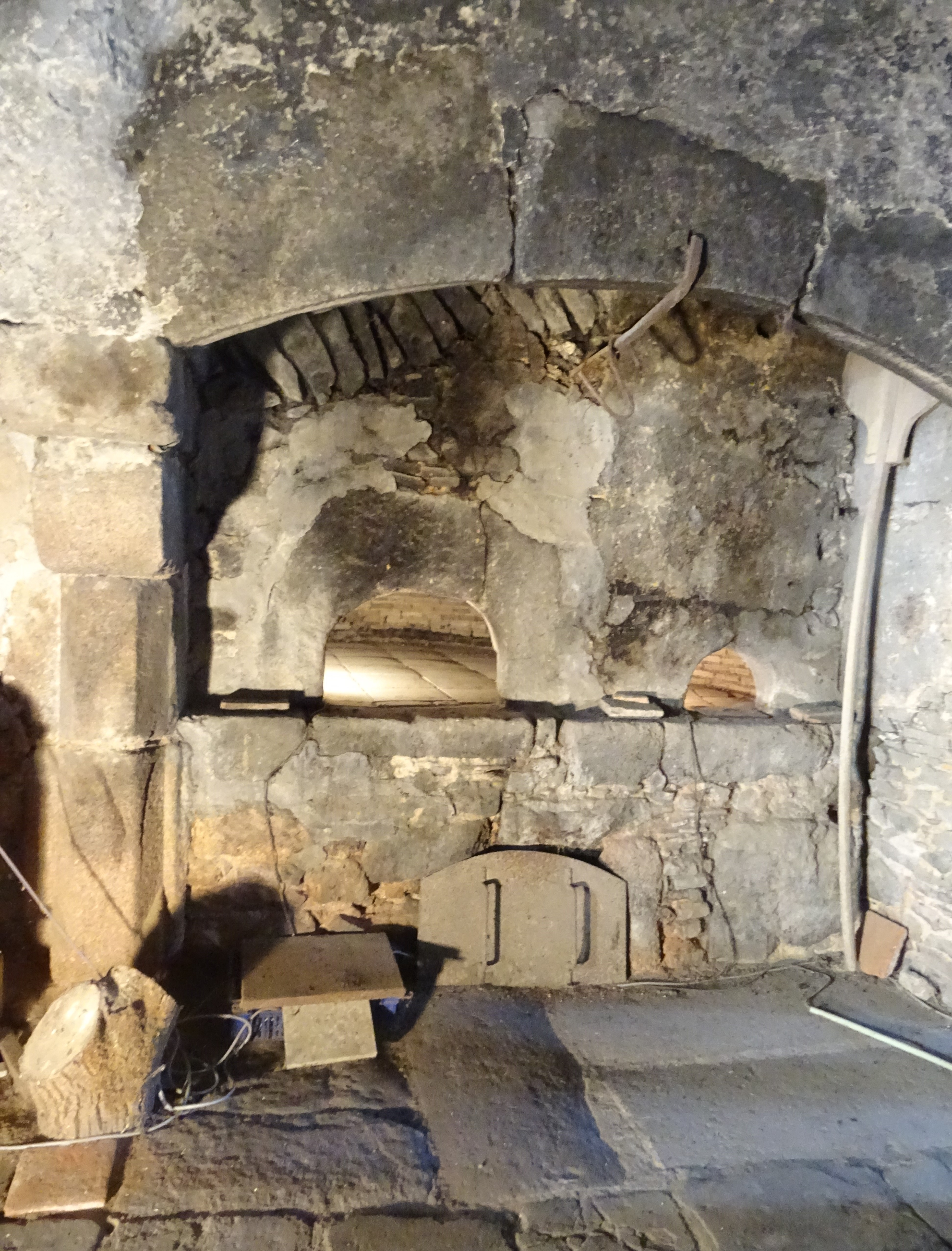
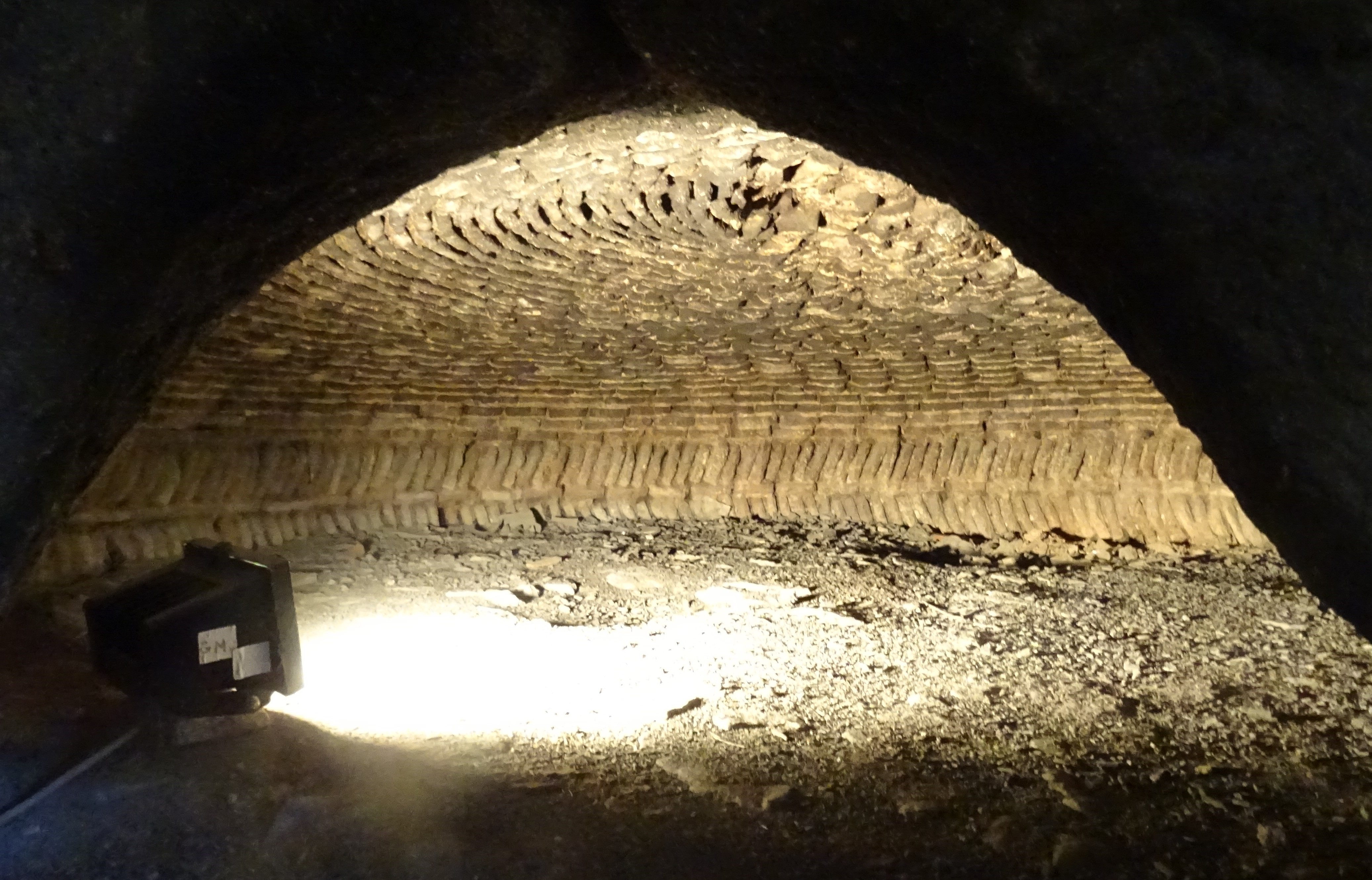